# Letiště Perth
Letiště Perth (IATA: PER, ICAO: YPPH) je mezinárodní letiště, které obsluhuje hlavní a největší město v Západní Austrálii. Jde o čtvrté nejvytíženější letiště v Austrálii. Spadá pod hranice měst Belmont, Kalamunda a Swan.
V prvních dvanácti letech 21. století na letišti došlo k velkému nárůstu počtu cestujících, a to především kvůli prodlouženém těžebnímu rozmachu státu a nárůstu provozu mezinárodních nízkorozpočtových leteckých společností. Počet cestujících se v letech 2002 až 2012 ztrojnásobil, přičemž v roce 2012 letištěm prošlo více než 12,6 milionu lidí. K červnu 2016 byl zaznamenán pokles na 9,5 milionu cestujících.
Letiště bylo otevřeno v roce 1944 jako letiště Guildford. V roce 1952 bylo přejmenováno na mezinárodní letiště Perth.
K dispozici jsou celkem čtyři terminály a malý terminál pro služby všeobecného letectví.